# Флавий Аеций
Вижте пояснителната страница за други личности с името Флавий Аеций.
Флавий Аеций (на латински: Flavius Aëtius) е римски военачалник от последните десетилетия на Западната Римска империя, трикратен консул (432, 437 и 446 г.), удостоен от историците с епитета „последният римлянин“ (заедно с друг римски военачалник, Бонифаций).
Готският историк Йордан отбелязва така заслугите на римския пълководец в сложния за империята период през първата половина на V век, когато е атакувана от различни страни от германи и хуни:
„Калѐн във военните дела, особено [удачно] се родил той за Римската империя.“ Аеций оглавява имперската армия през 429 г., 19 години след като „столицата на света“ Рим за първи път от 8 века е разграбена от вестготите, водени от Аларих I. В продължение на 25 години Аеций удачно отбива набезите на варварите над владенията на Западната Римска империя, изпълнявайки ролята не само на военачалник, но и фактически на ръководител на империята при слабия император Валентиниан III. Аеций е най-известен в историографията със своята победа над Атила в битката на Каталаунските поля през 451.
През 454 г. император Валентиниан III убива своя най-добър пълководец и дипломат Аеций, а още на следващата година Рим е разграбен от вандалите. След още 20 години пада и самата Римска империя.

## Биография
Флавий Аеций е роден през 395 или 396 г. в Дуростор (Durostorum, днес Силистра) в провинция Долна Мизия. Син е на началника на конницата (magister equitum) Флавий Гауденций, представител на знатен местен род. Майка му е от знатно богато семейство от Италия..
Семейството на Гауденций се ползва с влияние в Рим. Неговият син Аеций е взет като момче за телохранител на римския император Хонорий.. Когато през 408 г. Хонорий убива предводителя на войската Стилихон, то вождът на вестготите Аларих I иска от императора да сключи мирно споразумение, за което римляните са длъжни да платят дан и да разменят с вестготите знатни заложници. Един от тези заложници трябвало да бъде Флавий Аеций.  който по това време вече е прекарал 3 години като заложник в началото при вестготите, а след това при хуните. 
Впоследствие Аеций се жени за дъщерята на знатния гот Карпилион, има от нея син Карпилион и достига до поста префект на императорската гвардия (comes domesticorum). През 423 г. умира император Хонорий. Властта в Равена (по това време столица на Римската империя) взема с поддръжката на пълководеца Кастин, началника на канцеларията на Йоан, който назначава Аеций за охрана на своя дворец (куропалат). Жени се за Пелагия, вдовицата на генерал Бонифаций и през 440 г. има с нея син Гауденций, който през 454 г. e сгоден за Плацидия, дъщерята на западноримския император Валентиниан III и Лициния Евдоксия. Вероятно има и дъщеря, която се омъжва за Травстила.
Григорий Турский, цитирайки труд на историка Ренат Фригерид (неговото съчинение не се е запазило), описва по следния начин външността и характера на Аеций:

„Той бил среден на ръст, силен, добре сложен, не бил нито слаб, нито дебел; бодър, пълен със сили, стремителен ездач, изкусен в стрелбата с лък, неуморен в мятането на копие, много способен воин и прославен в изкуството да сключва мир. В него няма нито капка лакомия, нито малка алчност, по природа бил добър, не позволявал на глупави съветници да го отклоняват от взетото решение; търпеливо понасял обиди, бил трудолюбив, не се боял от опасностите и много леко понасял глад, жажда и безсънни нощи.“

## Борба за власт425–432г.
Източната Римска империя (Византия) не признава узурпатора Йоан. През 424 г. император Теодосий II изпраща в Италия войска, за да даде римския трон на своя братовчед Валентиниан III.
За участието на Аеций в събитията разказва Григорий Турски чрез препратка към загубения труд на Ренат Фригерид:

„Йоан, подбуден от това, изпратил Аеций, който по това време отговарял за охраната на двореца, с голям товар злато при хуните, познати на Аеций още от времето, когато е бил заложник при тях и свързан с тях с близка дружба, и му казал: Когато вражеските отряди се втурнат в Италия, те да ги нападнат в гръб, а самият Йоан ще ги посрещне челно“

Аеций се връща с 60-хиляда войска от хуни и участва в сражението срещу Аспар, източноримски военачалник. Но пристигането му закъснява и Йоан вече е претърпял поражение и е убит 3 дни преди да дойде Аеций.
На 23 октомври 425 г. 7-годишният Валентиниан III е провъзгласен за император, но фактически вместо него започва да управлява в качеството си на регент неговата майка Гала Плацидия. Аеций признава властта на Плацидия, хуните с богати дарове са изпратени вкъщи, а самият Аеций получава поста военен магистър в Галия (comes et magister militum per Gallias).
На новия пост Аеций действа бързо и енергично. През 426 и 430 г. той отблъсква вестготите, които нападат Арелат, през 428 и 431 г. побеждава франките. Той ревниво пази властта си и не търпи съперници. По негово внушение Плацидия през 427 г. заподозряла в измяна наместника в Северна Африка – Бонифаций. Последният, за да се защити, извикал вандалите от Испания в Африка (429 г.), които обаче завладяват провинцията за себе си. Бонифаций избягва в Рим през 432 г. и се оправдава пред императрицата и е назначен от нея на мястото на Аеций. Последният в това време е в Галия, където води кампания срещу германите. Скоро между двамата пълководци избухва война. Бонифаций, предвождайки императорските войски, успява да разбие Аеций, но е тежко ранен в битката и умира. Аеций избягва при хуните, но след смъртта на техния вожд Ругила (433 г.) се връща обратно в Рим. През 434 г. той е провъзгласен за патриций и консул и оттогава в продължение на 20 години с твърда ръка управлява Западната Римска империя.
Талантлив военачалник и дипломат, той успява да обуздае германските племена в Галия и да ги принуди да служат на римските интереси. В два похода (435 и 436 г.) той успява да победи бургундите, усмирява келтите в Арморика и потушава въстанието на багаудите. Сключва мир с вестготите през 439 г. и разбива франките при река Сома. С хуните Аеций поддържа мирни отношения, но когато техният вожд Атила нахлува в Галия, „последният римлянин“ успява да създаде коалиция от алани, визиготи, франки и с помощта на този съюз да разгроми хуните в битката при Каталаунските полета през 451 г.
На следващата година Атила възобновява войната, като със свежи сили нахлува в Северна Италия, където завладява Аквилея, Медиолан, Павия и Верона.
Аеций, изоставен от съюзниците си, изчаква подкрепления от Източната Римска империя, но императорският двор предпочита да търси мир с хуните и изпраща посолство при Атила начело с папа Лъв I Велики. Атила се отправя да превземе и опустоши „Вечния град“ Рим и е загадка, как папата успява да убеди кръвожадния и амбициозен воин да се оттегли, а след смъртта на хунския вожд през 453 г. император Валентиниан III, опасявайки се от авторитета и влиянието на Аеций, нарежда през 454 г. „последният римлянин“ да бъде умъртвен по време на аудиенция в двореца.

## Смъртта на Аеций454г.
През 453 г. Аеций сгодява своя син Гауденций за дъщерята на император Валентиниан III Плацидия. Възможно е предстоящото сродяване с императорското семейство да ускорява падането на пълководеца. По думите на Прокопий Кесарийски Валентиниан решава да отстрани прославения военачалник „само защото Аеций притежавал сила и доблест, а не поради някаква друга причина.
Прокопий и Йоан Антиохийски, видно въз основа на един източник, предават следната версия за убийството на Аеций. Римският сенатор Петроний Максим е унижен и оскърбен от император Валентиниан, който с измама извиква в двореца жена му и я изнасилва.
Опасявайки се от верния на Валентиниан Аеций, Максим като първа крачка към отмъщение решава да го отстрани. С помощта на доверения евнух на императора Ираклий, Максим се постарава да убеди Валентиниан, че Аеций готви преврат.
Подозрителният император извиква на 21 септември 454 г. пълководеца в двореца, за да му докладва за събирането на данъците, и след това неочаквано го напада с меч в ръка. След като Валентиниан III с помощта на Ираклий убива Аеций, той пита един човек „Не е ли истина, че смъртта на Аеций е прекрасно изпълнена?“, а човекът отговорил „Прекрасно или не, не знам. Но знам, че вие с лявата си ръка отрязахте своята дясна.“
Историците след V век, видели разпадането на Западната Римска империя само две десетилетия след смъртта на Аеций, високо оценяват ролята и заслугите на Аеций в запазването на империята. Павел Дякон пише за него следното:

„Така загина Аеций, най-войнственият мъж, всял ужас в могъщия Атила, а заедно с него падна и Западната империя и държавата, и повече не можаха да се възстановят.“